# Tom McCarthy (écrivain)
Pour les articles homonymes, voir Tom McCarthy.
Tom McCarthy, né le 22 mai 1969 à Londres, est un romancier britannique.

## Biographie
Tom McCarthy est notamment l'auteur des Cosmonautes au paradis (Hachette), de Et ce sont les chats qui tombèrent et de Tintin and the Secret of Literature.

## Livres publiés
- Navigation Was Always a Difficult Art, Londres: Vargas Organization, 2002,  (ISBN 0-9520274-5-3)
- Calling All Agents, Londres: Vargas Organization, 2003),  (ISBN 0-9520274-8-8)
- Remainder, Paris: Metronome Press, 2005,  (ISBN 2-916262-00-8); Londres: Alma Books, 2006,  (ISBN 978-1-84688-041-4); New York, NY: Vintage, 2007,  (ISBN 978-0-307-27835-7)
- Tintin et le Secret de la Littérature (Tintin And the Secret of Literature), Londres: Granta Books, 2006,  (ISBN 978-1-86207-831-4); Berkeley, CA: Counterpoint, 2008,  (ISBN 978-1-58243-405-6)
- Men in Space, Londres: Alma Books, 2007,  (ISBN 978-1-84688-033-9)
- C, Londres: Vintage, 2010,  (ISBN 978-0-224-09020-9)
- Satin Island, New York, Knopf, 2015  (ISBN 978-0-307-59395-5)